# Camponotus aureopilus
Camponotus aureopilus är en myrart som beskrevs av Hugo Viehmeyer 1914. Camponotus aureopilus ingår i släktet hästmyror, och familjen myror.

## Underarter
Arten delas in i följande underarter:
- C. a. aureopilus
- C. a. velutinus